# Cantó de Tessy-sur-Vire
El cantó de Tessy-sur-Vire és un cantó francès del departament de la Manche, situat al districte de Saint-Lô. Té 14 municipis i el cap es Tessy-sur-Vire.

## Municipis
- Beaucoudray
- Beuvrigny
- Chevry
- Domjean
- Fervaches
- Fourneaux
- Gouvets
- Le Mesnil-Opac
- Le Mesnil-Raoult
- Moyon
- Saint-Louet-sur-Vire
- Saint-Vigor-des-Monts
- Tessy-sur-Vire
- Troisgots

## Història
| Data d'elecció                           | Identitat           | Partit           | Qualitat |
| ---------------------------------------- | ------------------- | ---------------- | -------- |
| 1945-1953                                | Jean Friteau        | Divers droite    |          |
| 1954-1975                                | Lucien Guérin       | Divers droite    |          |
| 1976-2007                                | Jean-Claude Lemoine | RPR, després UMP |          |
| 2007-                                    | Gilles Beaufils     | Sense etiqueta   |          |
| les dades anteriors no són pas conegudes |                     |                  |          |
|                                          |                     |                  |          |

## Demografia
| A partir de 1990: Població sense dobles comptes |